# Royaume Dadjo
XIIe siècle – XVe siècle
Entités précédentes :
- Culture Tora

Entités suivantes :
- Toundjour
- Dar Sila

Le royaume Dadjo était une monarchie médiévale qui existait au Darfour (dans l'actuel Soudan) du XIIe siècle au XVe siècle. Son nom vient du peuple Dadjo, qui était l'ethnie au pouvoir. Les Dadjo furent finalement évincés du pouvoir par les Toundjour et le dernier souverain Dadjo s'enfuit ensuite vers l'actuel Tchad. Les sources du royaume Dadjo sont presque entièrement des traditions locales recueillies aux XIXe et XXe siècles et des mentions des historiens arabes médiévaux.

## Histoire
Selon les traditions orales, les Dadjo sont arrivés au Darfour par l'est ou le sud, très probablement par la région de Chendi en Nubie. Les langues dadjo présentent une grande similitude avec le nobiin, ayant une correspondance d'entre 10 et 25 % de son vocabulaire. Arkell affirme que la poterie Dadjo est pratiquement impossible à distinguer de celle produite à la fin du royaume méroïtique. Arrivés au Darfour, les Dadjo supplantèrent probablement la culture Tora locale. Les Dadjo établirent leur royaume dans le sud du Djebel Marra, d'où ils exercèrent également leur influence sur les régions adjacentes au sud et au sud-est. Depuis le XIIe siècle, ils ont été mentionnés par plusieurs historiens arabes contemporains. Le premier est le Sicilien al-Idrisi, qui écrivait en 1154 qu'ils prospéraient entre le royaume du Kanem et la Nubie. Les Dadjo étaient païens et sujets aux raids de leurs voisins. Il affirme également qu'il s'agissait en fait de nomades élevant des chameaux, n'ayant que deux villages ; Tajuwa et Samna. Cette dernière ville, affirmait-il, fut finalement détruite par un gouverneur nubien. Plus d'un siècle plus tard, Ibn Sa'id écrit que les Dadjo sont désormais partiellement islamisés, tout en ajoutant qu'ils sont devenus vassaux du Kanem. Arkell postule que le Kanem incorporait non seulement le Darfour à cette époque, mais s'étendait même aussi loin à l'est que la vallée du Nil. Ce grand empire commença finalement à s'effondrer après la mort de Dunama Dabbalemi. La théorie selon laquelle le Kanem exerçait une domination politique sur le Darfour est cependant contestée. Al-Maqrizi, qui vécut à la fin du XIVe siècle et au début du XVe siècle, reprend les informations fournies par Ibn Sa'id, tout en ajoutant que les Dadjo travaillaient la pierre et menaient la guerre contre un peuple autrement inconnu appelé les Watkhu.
Au XVe siècle, les Toundjour arrivèrent au Darfour, où ils s'établirent dans le nord du Djebel Marra et régnèrent simultanément avec les Dadjo pendant un certain temps. Ils ont finalement pris le pouvoir dans des circonstances peu claires, et le dernier roi Dadjo, dont le nom est principalement donné par les traditions locales (Ahmad al-Daj), s'est enfui vers l'actuel Tchad, où ses successeurs ont régné en tant que sultans du Dar Sila (en). Les Dadjo du Dar Sila situent la migration au début du XVIIIe siècle, mais il semble que cela soit plus ancien. Au lieu de cela, Balfour Paul (en) suggère la fin du XVe siècle comme date plus appropriée.

## Gouvernement
René Gros estime que le royaume Dadjo était plutôt primitif dans son organisation, reposant principalement sur une domination militaire. Ce n’est que sous le règne des Toundjour qu’une organisation étatique sophistiquée fut introduite. Le règne des Dadjo ne laisse pas un bon souvenir au Darfour et est assimilé à une tyrannie. On se souvient des rois comme de païens, d’ignorants et de pillards des plaines à l’extérieur du Djebel Marra. Il est possible que les souverains Dadjo aient régné en monarques divins. En faisant un parallèle avec d'autres royautés divines en Afrique, cela voudrait dire que le roi ne se serait pas montré en public et qu'on lui aurait attribué des capacités magiques. Le titre du roi était probablement Bugur, une variante du terme dadjo moderne Buge (« sultan/chef »). Chaque roi se fit construire sa propre résidence somptueuse. Après leur mort, les rois Dadjo auraient pu être enterrés près des lacs Dereiba, lacs volcaniques au sommet du Djebel Marra qui servaient de lieux de pèlerinage et d'oracles jusqu'au XXe siècle.

## Relations commerciales et culturelles avec la Nubie médiévale

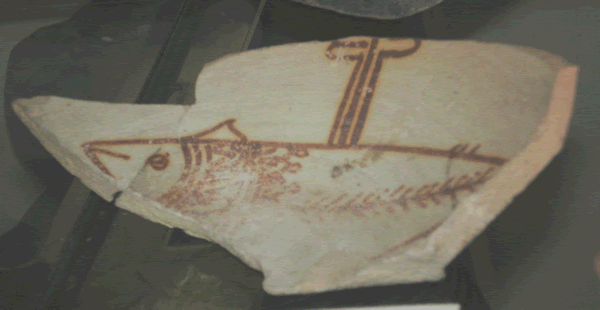
L'un des deux tessons de poterie nubienne qui aurait été découvert à Ain Farah.

Le marchand juif Benjamin de Tudèle a écrit au XIIe siècle que le royaume nubien d'Alodie entretenait un réseau commercial se terminant à Zwila, en Libye, suggérant que la route commerciale passait par le Darfour. Deux tessons de poterie chrétienne nubienne, datables d'entre le milieu du VIe siècle et 1100, auraient été découverts à Ain Farah. Il a été suggéré que certains aspects de la culture nubienne médiévale, comme par exemple la bourse faisant partie des insignes royaux, ont été transmis au bassin tchadien via la région du Darfour.